# Neuville-lès-Decize
Neuville-lès-Decize é uma comuna francesa na região administrativa de Borgonha-Franco-Condado, no departamento Nièvre. Estende-se por uma área de 26,33 km². Em 2010 a comuna tinha 233 habitantes (densidade: 8,8 hab./km²).